# Parafia Świętych Aniołów Stróżów w Poznaniu
Parafia Świętych Aniołów Stróżów w Poznaniu – parafia rzymskokatolicka archidiecezji poznańskiej przynależąca do dekanatu Poznań-Winogrady w Poznaniu. Siedziba znajduje się na Osiedlu Kosmonautów 120 na terenie jednostki pomocniczej Osiedle Nowe Winogrady Wschód, położonej w dzielnicy Winogrady. Erygowana w 1991 roku.

## Historia
Początkowo mieszkańcy domów na Osiedlu Zagroda przynależeli do powstałej jeszcze przed II wojną światową parafii pw. Matki Bożej Częstochowskiej na Naramowicach. W latach 70. XX wieku rozpoczęto budowę nowego osiedla mieszkaniowego nazwanego Osiedlem Kosmonautów. Władze kościelne podjęły starania o uzyskanie zezwolenia władz komunistycznych na budowę oddzielnej świątyni. Dopiero w 1988 udało się postawić tymczasową kaplicę we wschodniej części osiedla. 1 lipca 1989 ówczesny metropolita poznański ks. abp Jerzy Stroba utworzył ośrodek duszpasterski pw. św. Aniołów Stróżów. Półtora roku później ośrodek został przekształcony w samodzielną parafię. Pierwszym proboszczem został mianowany ks. Witold Parecki, który rozpoczął organizowanie życia parafialnego oraz budowę kościoła. Pierwsze prace budowlane rozpoczęto w 1995. Autorem projekty świątyni został inż. Marian Fikus. Pierwsza Msza święta w murach kościoła została odprawiona w 2000 roku podczas uroczystości Bożego Ciała. W tym samym roku 23 września ks. bp Zdzisław Fortuniak przewodniczył uroczystościom wmurowania kamienia węgielnego. Od 2007 w kościele odprawiane są regularnie nabożeństwa. Budowa świątyni została zwieńczona uroczystym poświęceniem, którego dnia 2 października 2011 dokonał ks. abp Stanisław Gądecki, metropolita poznański. 

## Współczesność
Obecnie (2015) parafia skupia katolików zamieszkałych na Osiedlu Kosmonautów oraz przy ulicach: Czarna Rola, Karbowska, Kłosowa, Pasterska, Skotarska, Słomiana, Włodarska i Żytnia.